# Virieu-le-Grand
Virieu-le-Grand là một xã ở tỉnh Ain, vùng Auvergne-Rhône-Alpes thuộc miền đông nước Pháp.